# Mohammed Khalid Roashan
Mohammed Khalid Roashan (nacido el 21 de octubre de 1923) fue un político y periodista afgano.

## Biografía
Roashan nació el 21 de octubre de 1923. Se graduó en la escuela secundaria Habibia y en la Escuela de Letras de la Universidad de Kabul. Fue miembro del Departamento de Enciclopedia Ariana entre 1943 y 1944. Roashan trabajó como miembro del consejo editorial del diario Anis entre 1947 y 1948.
Continuó sus estudios en los Estados Unidos, donde obtuvo una licenciatura en periodismo de la Universidad de Nebraska en 1950 y una maestría en periodismo de la Universidad de California en Los Ángeles en 1953. Su tesis en UCLA se tituló The Anglo-Indian oil dispute and the American press («La disputa petrolera angloindia y la prensa estadounidense»). En 1952 fue miembro de la Sección de Publicaciones Extranjeras del Departamento de Prensa e Información de Afganistán.
Al regresar a Afganistán, Roashan se desempeñó como editor de Anis entre 1953 y 1956. Entre 1956 y 1957 se desempeñó como director general del Departamento de Prensa e Información. Luego fue enviado a Londres, donde trabajó como oficial de información en la Embajada de Afganistán en el Reino Unido entre 1957 y 1960. En 1960 fue nombrado presidente de la agencia de noticias Bakhtar. Entre 1961 y 1963 se desempeñó como Vicepresidente del Departamento de Prensa e Información. También impartió clases de Periodismo en la Universidad de Kabul. Editó publicaciones en inglés como Afghanistan-Ariana emitida desde Kabul y Afghanistan News emitida desde Londres.
Roashan completó el servicio militar en 1964. En 1964 ayudó a redactar la constitución afgana. Al año siguiente fue nombrado Viceministro de Prensa e Información. Ayudó a redactar una legislación que permitía la liberalización de la prensa afgana en 1965.
Roashan fue nombrado presidente del Departamento de Asuntos Tribales (un puesto de ministro del gabinete) el 1 de diciembre de 1965, encargado de la entidad que se ocupa de cuestiones de salud, educación y desarrollo social entre las tribus del sur de Afganistán. Ocupó este cargo como miembro del gabinete de Mohammad Hashim Maiwandwal hasta el 12 de octubre de 1967.
Roashan fue nombrado Viceministro de Información y Cultura el 18 de mayo de 1968. Permaneció en este cargo a partir de 1973, pero su mandato en el gobierno nacional terminó con la caída de la monarquía.
Roashan abandonó Afganistán en 1979. Finalmente regresó a los Estados Unidos y se estableció en Kirkland, Washington. En 1988, Roashan era presidente de la Asociación Cultural Afgano-Americana en Seattle.